# Centre actif
 (janvier 2024).
Si vous disposez d'ouvrages ou d'articles de référence ou si vous connaissez des sites web de qualité traitant du thème abordé ici, merci de compléter l'article en donnant les références utiles à sa vérifiabilité et en les liant à la section « Notes et références ».
En chimie, un centre actif est un intermédiaire réactionnel très réactif. Cela signifie qu'au moins une des réactions qui le consomme est « facile ».